# Lac de Neufchâteau
Le lac de Neufchâteau est une retenue d'eau artificielle sur le ruisseau de Neufchâteau, d'une superficie de 4 hectares, située à proximité de la petite ville belge de Neufchâteau, dans le sud de l'Ardenne, en province de Luxembourg. Le lac date de 1958.

## Situation
Lové au cœur d'une vallée aux flancs raides, il est surplombé au nord par la route de Florenville, à l'est par l'église et l'institut St Michel, qui occupent l'emplacement de l'ancien château, et au sud par le bois d'Ospot.

## Loisirs
Bien que de dimension modeste, il constitue un centre récréatif important pour la région et permet la pratique de nombreux sports nautiques comme le pédalo, le canotage...
Chaque année, le lac est au centre de la finale de l'Olympic Student Trophy au début du mois de mai. La Croix-Rouge de Belgique y organise également des événements de promotion auprès des jeunes, tel que la journée du secourisme.
Depuis 2021, le Summer Lake Festival s'y organise le dernier week-end du mois d'aout. La scène de ce festival se situe sur l'eau du lac. 